# Pegantha aureola
Pegantha aureola är en nässeldjursart som först beskrevs av Ernst Haeckel 1879.  Pegantha aureola ingår i släktet Pegantha och familjen Solmarisidae. Inga underarter finns listade i Catalogue of Life.